# Pentélicas
Pentélicas – zbiór poetycki autorstwa Cecilio Apóstola wydany w 1941.
Zestawiony i opublikowany po śmierci autora z inicjatywy Jaime C. de Veyry, poprzedzony przedmową pióra Claro M. Recto. Ukazał się w Manili, składa się z najbardziej znanych utworów zmarłego trzy lata wcześniej poety. Zawiera 39 wierszy o różnorodnej tematyce. Porusza obszernie tematykę polityczną, odnosi się do hiszpańskiego dziedzictwa archipelagu, opiewa filipińską naturę. Zwraca się również uwagę na obecność w nim tekstów poświęconych bohaterom narodowym, zwłaszcza Rizalowi oraz Mabiniemu. Pozytywnie przyjęty przez krytykę, doceniany za niemal fotograficzną głębię opisu i swoją wartość dokumentacyjną.
Doczekał się kilku wznowień, w tym rozszerzonego wydania z 1950 oraz edycji cyfrowej opracowanej z inicjatywy i pod patronatem Instytutu Cervantesa z 2014.